# توني ميشيل
توني ميشيل (بالإنجليزية: Tony Michell)‏ هو شخصية أعمال بريطاني، ولد في 3 ديسمبر 1947 في بروملي ‏ في المملكة المتحدة.